# درخت تکنولوژی

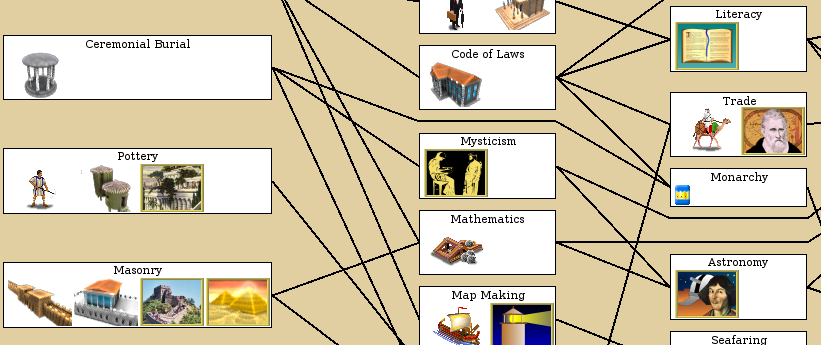
نمونه‌ای از یک درخت تکنولوژی

در بازی‌های ویدئویی استراتژی ،درخت تکنولوژی (انگلیسی: Technology tree) یا درخت پژوهش به سلسله‌مراتب نمایش دیداری ارتقاهای ممکن گفته می‌شود.از آنجا که این درختان از نظر فنی دایره ای شکل هستند ، با دقت بیشتری می توان آنها را به عنوان گراف جهت‌دار غیرمدور تکنولوژی توصیف کرد. این نمودار به گونه ای درختشکل است که میان هر "سطح" شاخه می زند و به بازیکن اجازه می دهد یک شاخه یا دیگری را انتخاب کند. هر سطحی به عنوان یک "ردیف" شناخته می‌شود و قدرت تکنولوژی یک بازیکن را نشان می‌دهد. معمولاً در آغاز بازی استراتژی، بازیکن با ردیف ١ آغاز می‌کند و انتخاب‌های محدودی برای تکنولوژی دارد. هر تکنولوژی ای که یک بازیکن باز می‌کند ، ممکن است انتخاب های بیشتری برای تکنولوژی های دیگر بدهد هرچند که بستگی به مکانیک‌های خود بازی دارد.بازی هایی 
مانند قلب های اهنین 4 و ویکتوریا3 و غیره